# Celos (álbum de Celeste Carballo)
Celos es un álbum de Celeste Carballo, lanzado en 2008 por BMV.
Se trata de un registro unplugged de una serie de shows de tango que la artista dio en junio de 2006. Grabado en estudio con la colaboración del mismo grupo de músicos que participan del material en vivo, completan el personal Franco Polimeni en piano, Paul Dourge en bajo, Juanito Moro en batería y Federico Vázquez en bandoneón. Los arreglos de cuerdas fueron escritos y dirigidos por Alejandro Terán.[cita requerida]
Este trabajo recibió el Premio Gardel al Mejor Álbum Femenino de Tango en 2009.

## Canciones
1. Celos (Eduardo Makaroff)
2. Acompañada y Sola (Chico Novarro)
3. Vuelvo al Sur (Astor Piazzolla/Pino Solanas)
4. Buenos Aires No Tiene la Culpa (Celeste Carballo)
5. El Día que me Quieras (Carlos Gardel/Alfredo Le Pera)
6. Tú (José Dames/José María Contursi)
7. Fuimos (José Dames/Homero Manzi)
8. Un Tango Desnuda (Rox Curras - Celeste Carballo)
9. Más que Amor (Celeste Carballo)
10. Preludio para el Año 3001 (Astor Piazzolla/Horacio Ferrer)
11. Un Amor de Aquellos (Chico Novarro)
12. Aprendizaje (Charly García)
13. Atril (Daniel Melingo)
14. Qué Suerte que Viniste (Celeste Carballo)
15. Buenos Aires No Tiene la Culpa (bis)(Celeste Carballo)
16. Tiempo de Blues (Celeste Carballo)
17. Camino Real (Celeste Carballo)

## Músicos
- Celeste Carballo: Guitarra acústica y voz.
- Franco Polimeni: Piano.
- Juanito Moro: Batería.
- Paul Dourge: Bajo.
- Federico Vázquez: Bandoneón.

## Remixes
- Dj. Romina Cohn
- Vj. Sgoliat vs Koolture